# Fabienne Schlumpf
Fabienne Schlumpf (17 november 1990) is een Zwitsers atlete, die deelnam aan de Olympische Spelen in 2016.

## Persoonlijke Records
| Afstand        | Tijd     | Datum            | Record | Plaats      |
| -------------- | -------- | ---------------- | ------ | ----------- |
| 800 m          | 2.12,07  | 21 juli 2017     |        | Zürich      |
| 1500 m         | 4.17,33  | 18 augustus 2018 |        | Regensdorf  |
| 3000 m         | 8.58,63  | 11 juli 2017     |        | Luzern      |
| 5000 m         | 15.23,44 | 18 juli 2018     |        | Bellinzona  |
| 10000 m        | 32.16,37 | 26 juni 2020     |        | Uster       |
| 2000 m Steeple | 6.20,33  | 14 mei 2017      | NR     | Pliezhausen |
| 3000 m Steeple | 9.21,65  | 15 juni 2017     | NR     | Oslo        |

| Afstand        | Tijd         | Datum             | Record | Plaats     |
| -------------- | ------------ | ----------------- | ------ | ---------- |
| 5 km           | 16.24        | 12 juni 2016      |        | Bern       |
| 10 km          | 32.01        | 14 oktober 2018   | NR     | Berlijn    |
| 1 mijl         | 4.47         | 12 september 2014 |        | Interlaken |
| halve marathon | 1:08.27 (NR) | 12 maart 2021     |        | Dresden    |

| Afstand | Tijd    | Datum            | Plaats       |
| ------- | ------- | ---------------- | ------------ |
| 3000 m  | 9.34,44 | 28 februari 2016 | Sankt Gallen |

## Erelijst

### 1500 m
- 2014:  ZK - 4.22,89
- 2016:  ZK - 4.31,73

### 3000 m steeple
- 2009:  ZK - 11.20,48
- 2016: 5e EK - 9.40,01
- 2017:  European Team Championships 1st League - 9.38,08
- 2018:  EK - 9.22,29

### 3000 m
- 2016:  ZK indoor - 9.34,44

### 5000 m
- 2016:  ZK - 16.27,38
- 2017:  European Team Championships 1st League - 15.47,29

### halve marathon
- 2015:  City-Pier-City Loop - 1:13.56
- 2017:  City-Pier-City Loop - 1:10.17
- 2018:  Greifenseelauf - 1:15.30
- 2021:  halve marathon van Dresden - 1:08.27
- 2024: 6e halve marathon van Egmond - 1:13:10

### veldlopen
- 2018:  EK (8,3 km) - 26.06